# Sławomir Hardej
Sławomir Janusz Hardej (ur. 27 kwietnia 1956 w Sokołowie Podlaskim) – polski polityk, samorządowiec, poseł na Sejm I kadencji.

## Życiorys
Ukończył w 1982 studia na Wydziale Rolniczym Wyższej Szkoły Rolniczo-Pedagogicznej w Siedlcach. Działa w rolniczej „Solidarności”. Na początku lat 90. pełnił funkcję wójta gminy Jabłonna Lacka. Sprawował mandat posła I kadencji z ramienia PSL – Porozumienie Ludowe. Bez powodzenia ubiegał się o reelekcję w 1993. W 1997 również bezskutecznie kandydował do Sejmu z listy Akcji Wyborczej Solidarność.
W 2001 wstąpił do Prawa i Sprawiedliwości, z listy którego bez powodzenia ubiegał się o mandat poselski w wyborach w tym samym roku. Objął stanowisko prezesa Okręgowej Spółdzielni Mleczarskiej w Sokołowie Podlaskim. W 2006 zasiadł w radzie powiatu sokołowskiego, został jej przewodniczącym. W 2010 uzyskał reelekcję, sprawując mandat radnego do 2014. Do rady powiatu został ponownie wybrany w 2024.